# Храм Эшмуна

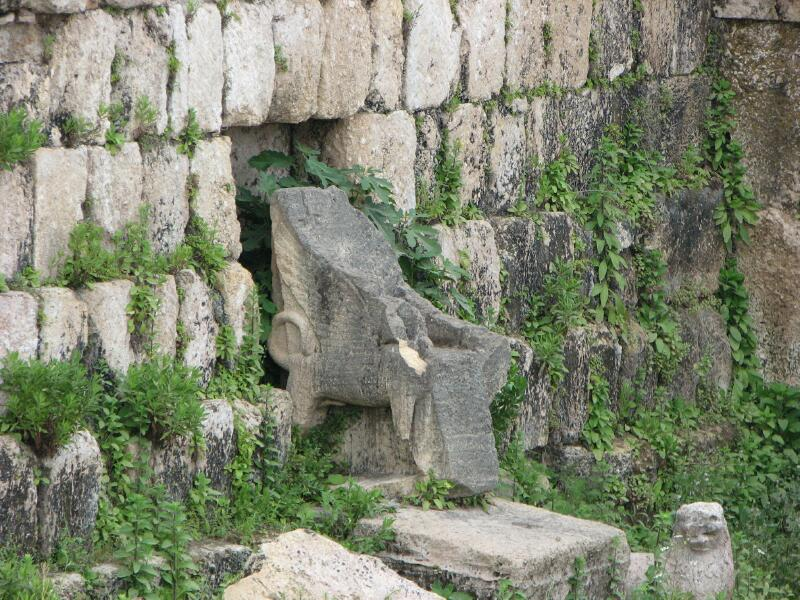
Один из элементов храма.

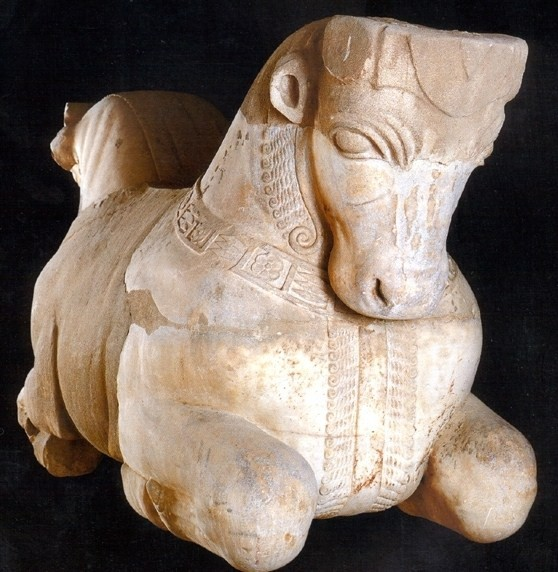
Голова протомы из Храма Эшмуна.

Храм Эшмуна в Сидоне — финикийский храмовый комплекс VI века до н. э. Расположен в местности Бустан аш-Шейх в 1 км от ливанского города Сидон. Главный храм комплекса был посвящён богу плодородия и исцеления Эшмуну, который одновременно был городским богом финикийского Сидона.
Выбор места для храма, очевидно, был связан с источником, находящимся рядом. До нашего времени от комплекса сохранились массивный капителий и два пьедестала, на которых проводились жертвоприношения. Один пьедестал датируется VI веком до н. э., второй — IV. Древнейшая часть комплекса, сооружённая в VI веке до н. э., представляет собой пирамидоподобное строение, в элементах архитектуры которого заметно вавилонское влияние. В V веке храм был перестроен. В византийский период на территории храма была построена церковь с многочисленными мозаиками.
С 1996 года Храм Эшмуна занесён в список предложений для комиссии ЮНЕСКО по всемирному наследию.